# 广济乡 (喀什市)
广济乡，原名亚曼牙乡，是中华人民共和国新疆维吾尔自治区喀什地区疏勒县下辖的一个乡镇级行政单位。
2024年，亚曼牙乡更名为广济乡，并划归喀什市管辖。

## 行政区划
亚曼牙乡下辖以下地区：
色日克托格拉克村、阿亚克色格孜勒克村、协开尔巴格村、温塔什村、阿亚克盖米桑村、尤喀克盖米桑村、喀拉吉勒尕村、兰格尔村、皮拉勒村、哈达提克村、阿亚克科克其村、英麦拉村、尤喀克科克其村、克孜勒塔木村和巴依托喀依村。